# L'accompagnamento
L'accompagnamento è un romanzo di René de Ceccatty pubblicato nel 1994 da Gallimard e tradotto per la prima volta in italiano nel 2022 per Inschibboleth Edizioni. L'autore racconta gli ultimi giorni di Gilles Barbedette, morto di AIDS nel 1992.

## Trama
È il racconto dell'"accompagnamento" di un paziente ospedaliero negli ultimi giorni della sua vita, sulle sue ultime visite e sul rapporto tra il paziente e il suo medico. René de Ceccatty usa uno stile freddo e asettico raccontando gli ultimi giorni del suo amico. Il libro è stato pubblicato nel 1994, alla fine degli anni dell'AIDS, poco prima dell'arrivo di cure che avrebbero permesso di ridurre la mortalità dovuta alla malattia.

## Edizioni
- L'accompagnamento, Inschibboleth Edizioni, Roma, 2022, ISBN 978-88-5529-267-2